# Michelbach (Dolna Austria)
Michelbach – gmina targowa w Austrii, w kraju związkowym Dolna Austria, w powiecie St. Pölten-Land. Według Austriackiego Urzędu Statystycznego liczyła 903 mieszkańców (1 stycznia 2014).